# Yuhina
Yuhina är numera ett av tre fågelsläkten yuhinor i familjen glasögonfåglar inom ordningen tättingar. Släktet omfattar sju arter i södra Asien och Sydostasien från Himalaya österut till Taiwan:
- Rödnäbbad yuhina (Y. nigrimenta)
- Taiwanyuhina (Y. brunneiceps)
- Mustaschyuhina (Y. flavicollis)
- Burmayuhina (Y. humilis)
- Vitnackad yuhina (Y. bakeri)
- Skäggyuhina (Y. gularis)
- Rostnackad yuhina (Y. occipitalis)

Yuhinorna behandlades tidigare som en del av familjen timalior, men är närmare släkt med glasögonfåglarna och förs numera till den familjen. Traditionellt placeras alla yuhinorna i släktet Yuhina, men DNA-studier från 2018 visar att de inte är varandras närmaste släktingar. Istället formar de tre grupper som successivt är släkt med resten av familjen glasögonfåglar. Yuhina har därför delats upp i tre släkten: Parayuhina för diademyuhinan, Staphida för tre arter (brunnackad, kastanjenackad och borneoyuhina) och resterande för återstående arter. 